# Remontowa Shipbuilding
Remontowa Shipbuilding SA, у 1950—2011 називалась Stocznia Północna (Північна корабельня) —корабельня у Гданську, основною діяльністю якої є будівництво малих і середніх суден.
До 2015 року корабельня побудувала приблизно 1028 суден.

## Історія
- Північна корабельня була заснована в червні 1945 року як корабельня № 3 на території довоєнної Гданської вагонної фабрики DWF Danziger Waggonfabrik, і її діяльність обмежувалася будівництвом і ремонтом вагонів, трамваїв і малих суден. Після створення столярного цеху почалось виробництво меблів для суден, а також для цивільного ринку [1].
- Розпорядженням міністра судноплавства від 20 лютого 1950 року Об'єднані польські корабельні були перетворені в Головне управління суднобудівної промисловості (CZPO)[2], а філії — у чотири державні підприємства: Гданська корабельня[3], Північна корабельня[4], Гдинська корабельня[5] і Щецинська корабельня[6].
- У 1948 році корабельня почала спеціалізуватися на будівництві рибальських човнів (перша серія — «МИР 20А») і виробництві суднових столярних виробів [1].
- У 1951 році виробництво вагонів було припинено, а обладнання було перевезено до Хожува [1].
- У 1955 році вона почала співпрацю, яка тривала до початку 1990-х років, з ВМС Польщі, СРСР, Болгарії, Югославії та НДР. У цей період будували в основному військові кораблі та спеціалізовані підрозділи, в першу чергу десантні кораблі, навчальні та торпедні катери. Одночасно випускалися спеціалізовані рибальські судна.
- У 1990-ті роки корабельня кардинально змінила профіль, перейшовши на виробництво контейнеровозів для Німеччини та Нігерії. У 1993 році Північна корабельня була перетворена з державного підприємства в акціонерне товариство. Пізніше виробництво було розширено до невеликих пасажирських поромів і буксирів.
- У 2003 році Gdańska Stocznia «Remontowa» (пізніше Remontowa Holding SA) стала основним акціонером, в результаті чого корабельня стала частиною Remontowa Group [1].
- У 2011 році Stocznia Północna SA змінила комерційне найменування на Remontowa SA[7].
- У 2018 році корабельня виконувала замовлення для ВМС і приватних судновласників на будівництво спеціалізованих морських суден і залучала близько 850 робітників[8].

## Галерея

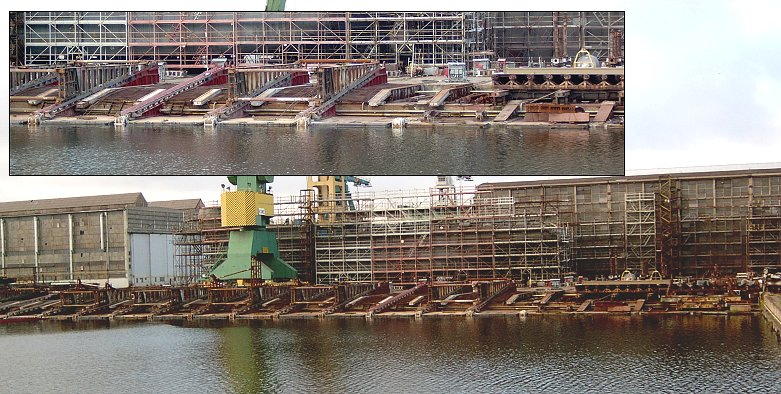
Стапель на Північній верфі в Гданську
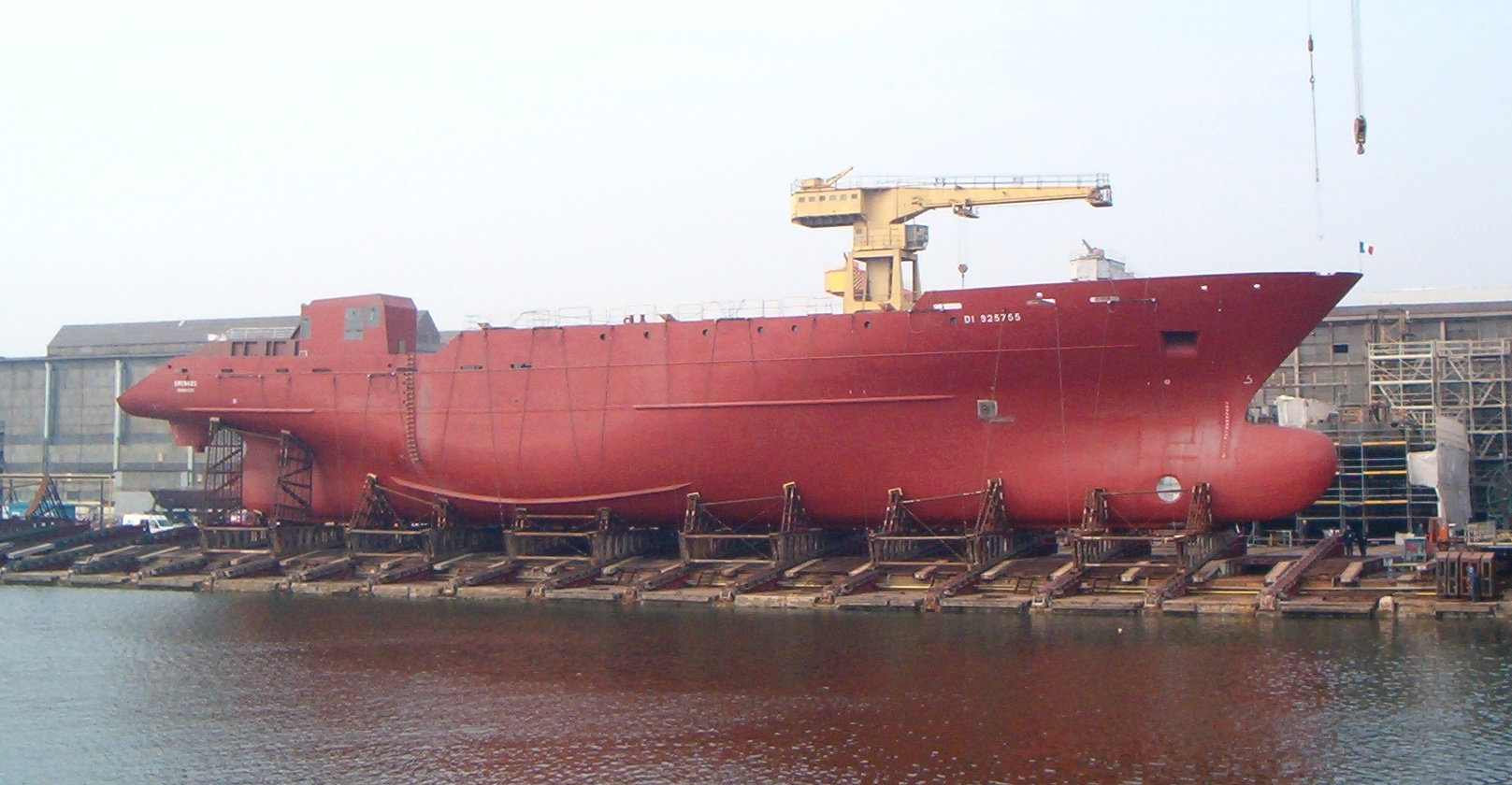
Корпус судна на стапелі підготовлений до спуску
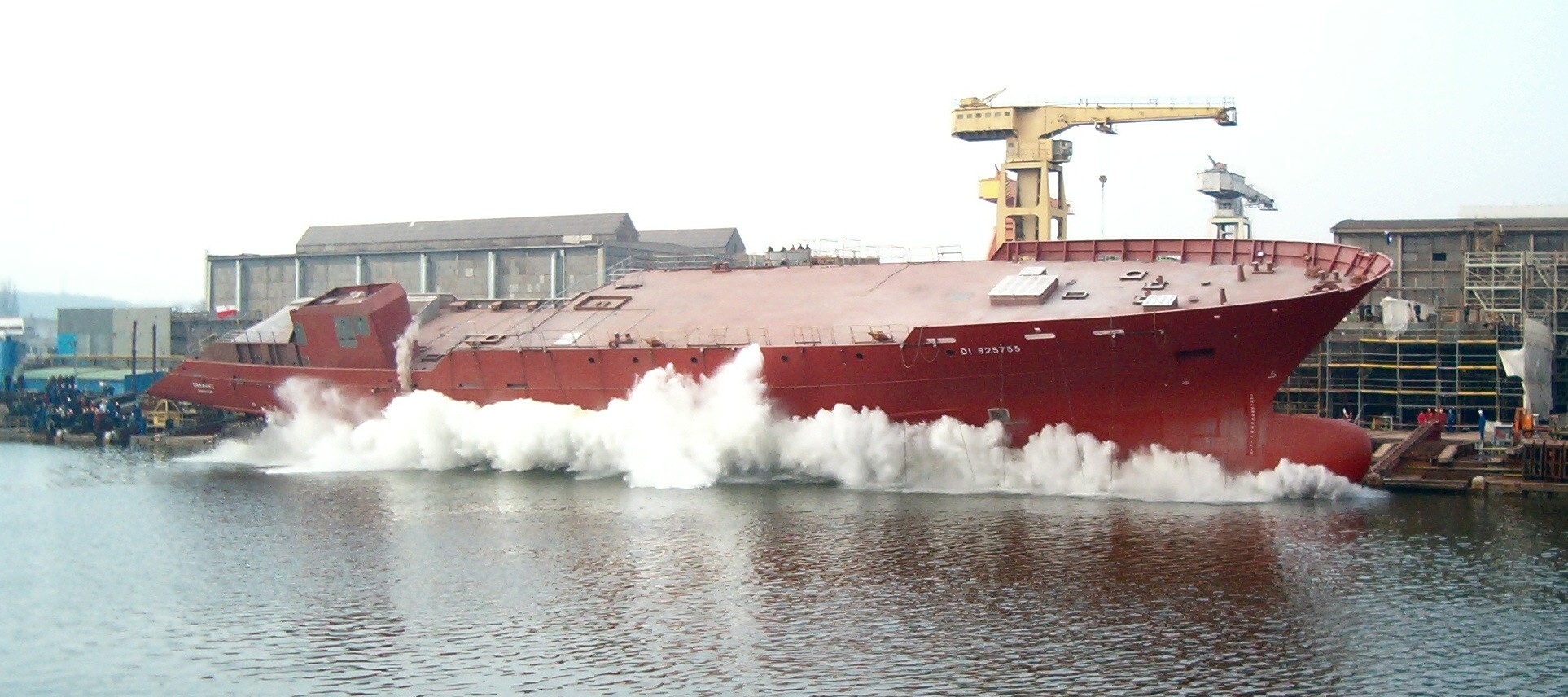
Спуск – І етап
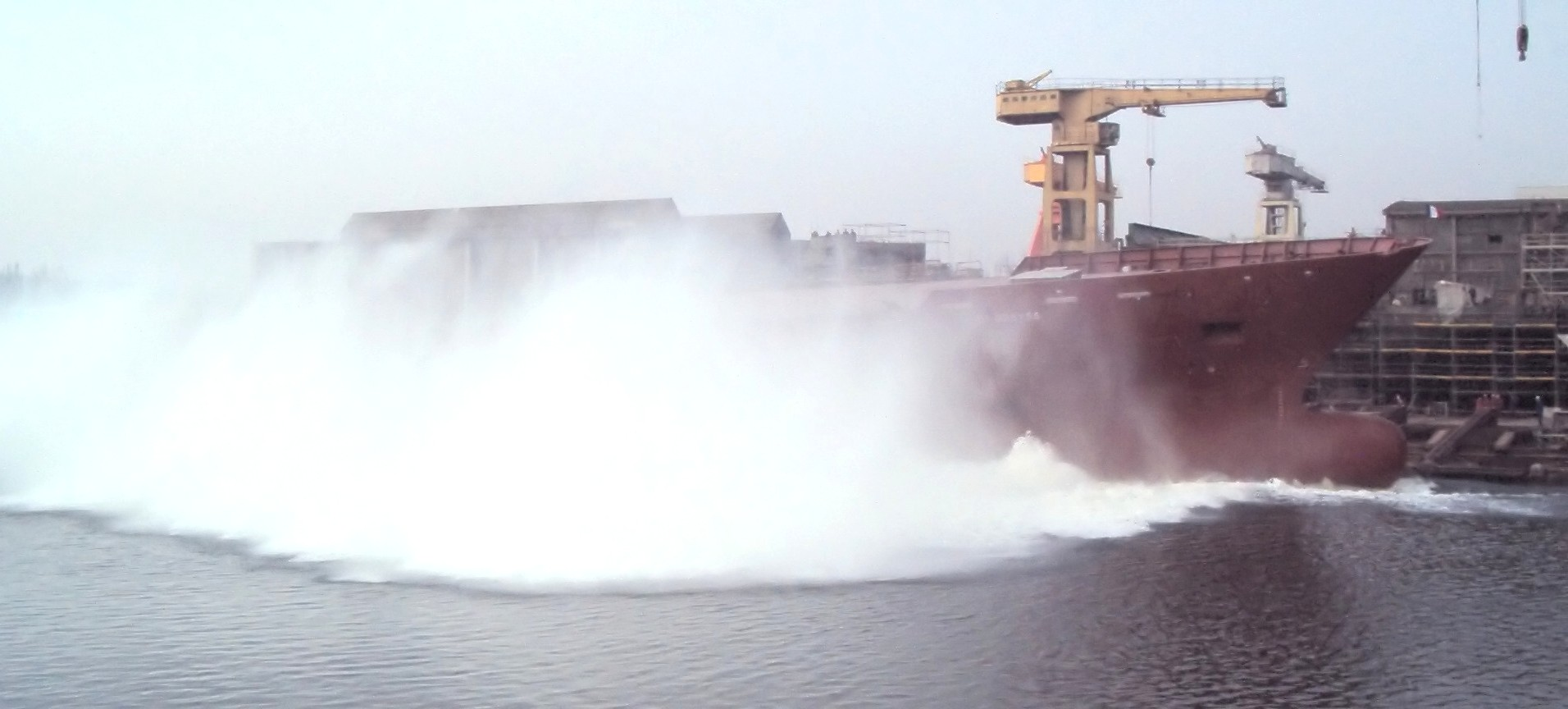
Спуск – ІІ етап
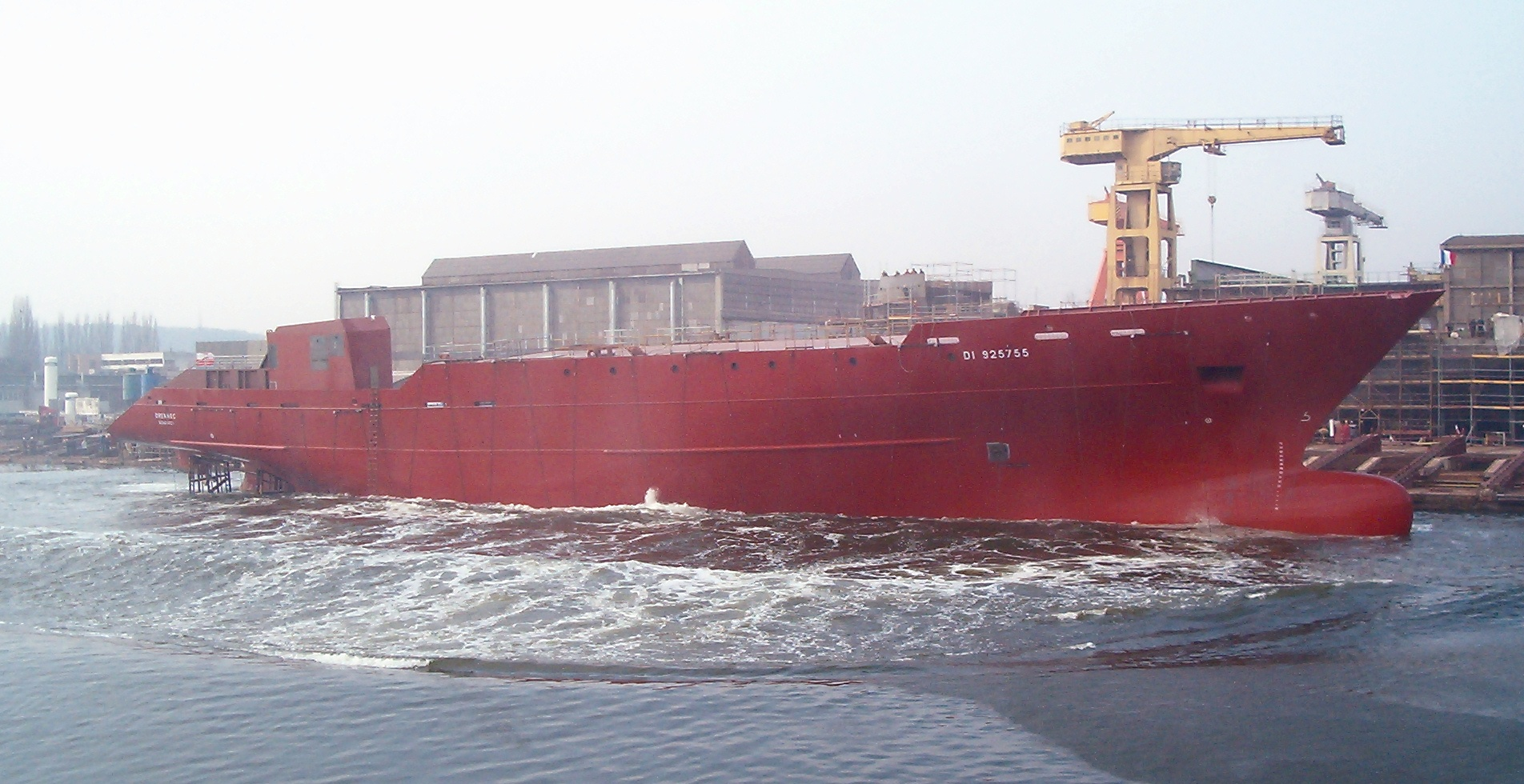
Спуск – III етап
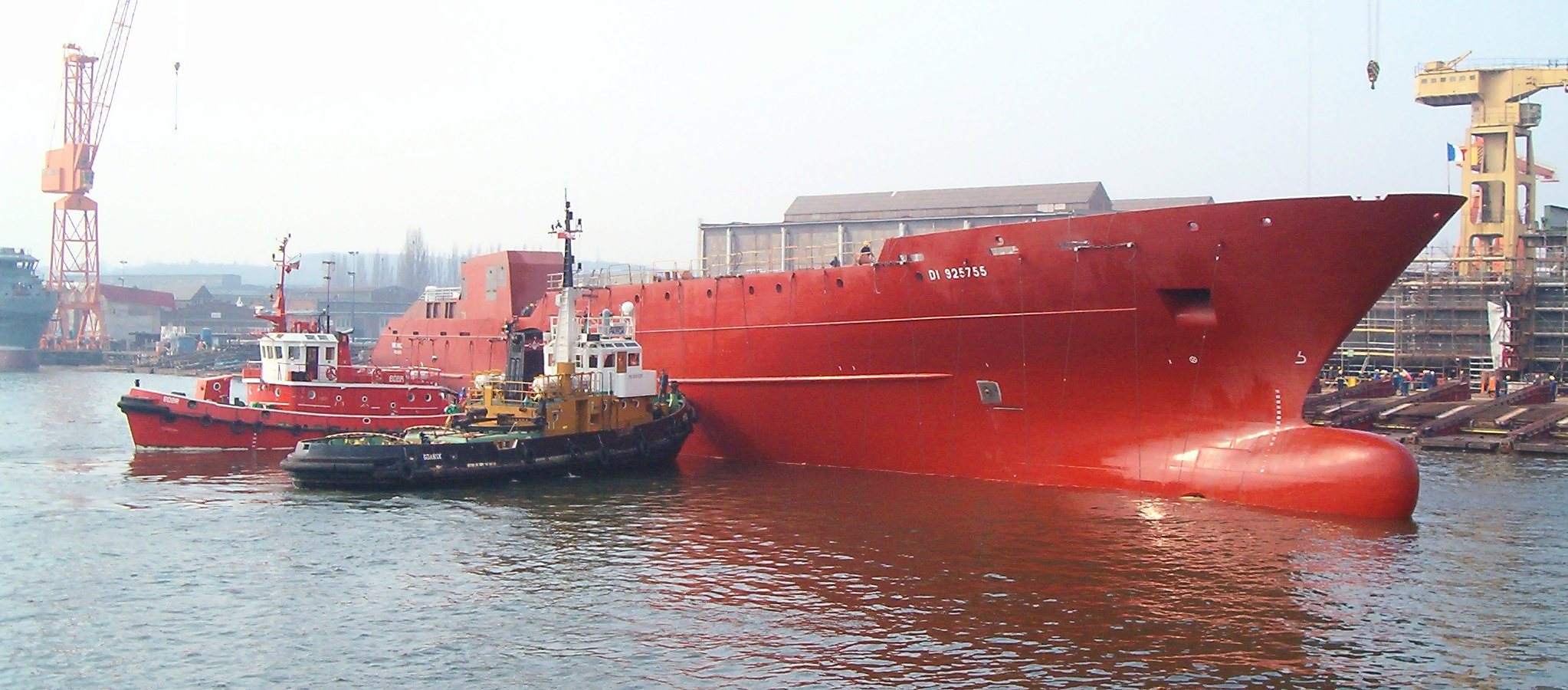
Штовхання корпусу до причалу

## Виноски
1. 1 2 3 4 5  Janowski, 2015.
2. ↑  M.P. z 1950 r. nr 24, poz. 255
3. ↑  M.P. z 1950 r. nr 24, poz. 256
4. ↑  M.P. z 1950 r. nr 24, poz. 257
5. ↑  M.P. z 1950 r. nr 24, poz. 258
6. ↑  M.P. z 1950 r. nr 24, poz. 259
7. ↑  Marcin Pszczółkowski, Stocznia Remontowa — trzeba znaleźć swoją niszę na rynku (plik pdf), Polski Przemysł, październik 2012] [dostęp: 9.02.2015]
8. ↑  Paweł Wojciechowski «Sto firm na stulecie niepodległości». Liderem gdańska Stocznia Remontowa